# Gang thỏi

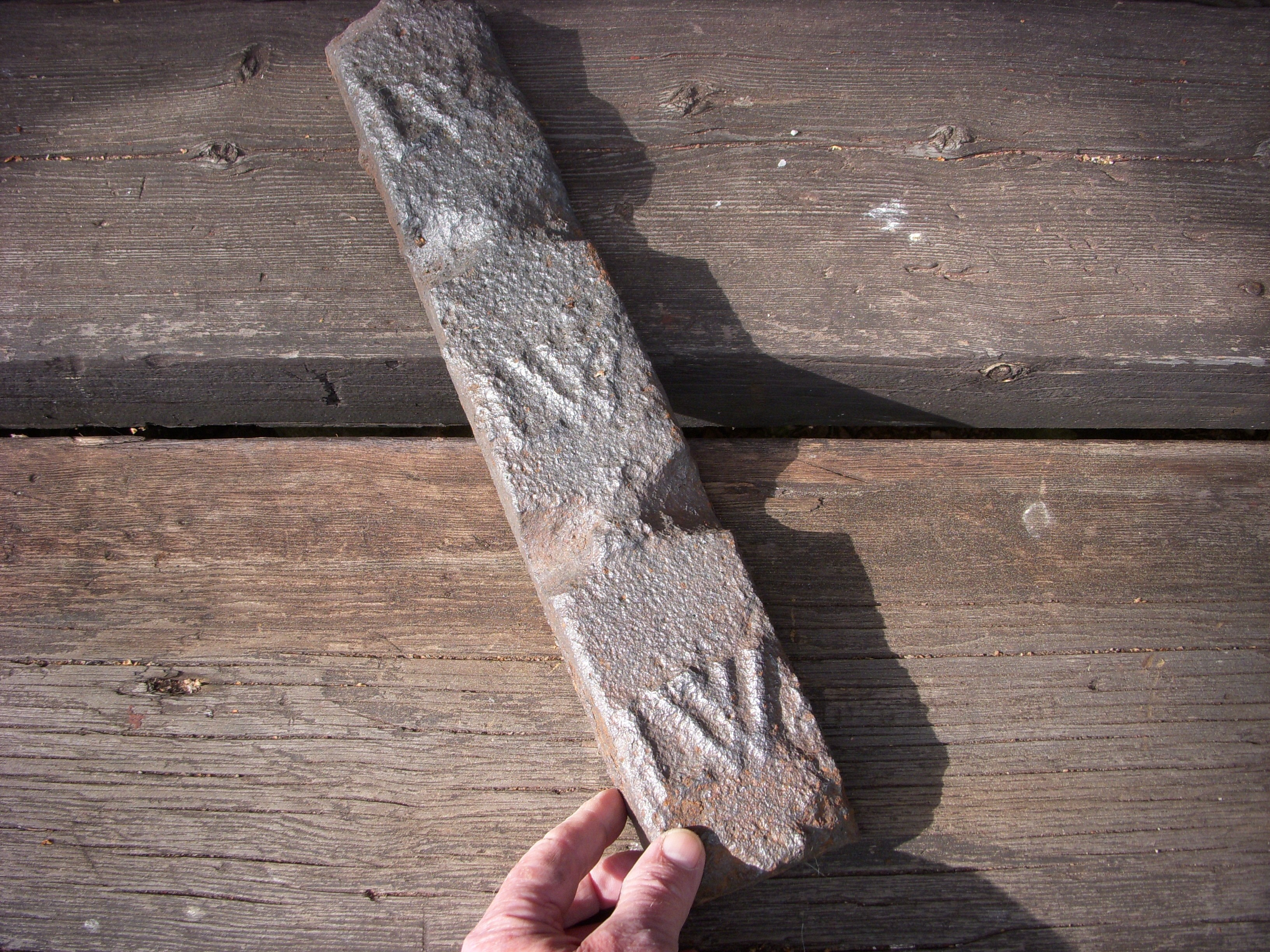
Một mẫu Gang thỏi

Gang thỏi là một loại gang hình thành như sản phẩm trung gian sau quá trình nung chảy quặng sắt với một loại nhiêu liệu rất giàu cacbon như than cốc cùng đá vôi thường là trong lò cao. Loại gang này chứa 4-5% cacbon nên rất cứng và giòn.

## Sản xuất
Thường để sản xuất gang thỏi thì lò cao sẽ được sử dụng. Để thu được 1 tấn gang thỏi thì sẽ sử dụng khoảng 2 tấn quặng sắt (nhiều hay ít hơn tùy tỷ lệ hàm lượng sắt có trong quặng) 1 tấn than cốc và nửa tấn đá vôi ngọn lửa sẽ tiêu thụ khoảng 5 tấn khí và duy trì ở mức 1600 °C. Calci trong đá vôi sẽ kết hợp với silic để hình thành xỉ, lớp xỉ này sẽ nổi lên trên và sắt nóng chảy sẽ chìm xuống dưới lò và các công nhân sẽ tháo lớp sắt nóng chảy này ra khỏi lò. Lớp sắt nóng chảy này được đổ vào các khuôn cát để cho nguội lại khi đó nó được gọi là gang thỏi.

## Sử dụng
Do nó rất cứng và giòn nên loại vật liệu này hầu như vô dụng cho việc dùng trực tiếp để làm thành bất cứ thứ gì trừ các trường hợp đặc biệt. Để sử dụng loại vật liệu này thì có 3 cách chọn.
Thứ nhất là nung chảy nó rồi trộn với xỉ sau đó đập nó liên tục trong quy trình luyện thép bằng cách đập. Trong quy trình này hỗn hợp phôi và xỉ nóng chảy sẽ được thổi một dòng khí mạnh trong lúc nó đang không ổn định vì bị đập sẽ đẩy các tạp chất có trong nó ra ngoài như silic dưới dạng oxit cũng như oxy sẽ rút lượng cacbon có trong nó ra để tạo thành thép rèn.
Thứ hai là nung chảy nó chung với sắt vụn, lọc tạp chất sau đó thêm vào một thứ để tạo thành gang, loại gang này chứa 2-4% cacbon với một lượng kha khá silic, mangan cùng tạp chất vi lượng sẽ được dùng để đúc thành nhiều thứ.
Thứ ba là cách các nhà máy thép hiện đại sử dụng là đổ chúng vào lò thổi, lò cảm ứng điện từ hay lò hồ quang để luyện thành các loại thép hay hợp kim, các lò này có tốc độ tinh luyện nhanh gấp 10 lần lò Martin hay lò Bessemer.